# Harold Gordon Lusby Prynne
Harold Gordon Lusby Prynne, britanski general, * 1899, † 1976.